# 郑林 (前燕)
鄭林，五胡十六国時代前燕人物，北海郡人。
319年，郑林旅居东莱。当時，青州曹嶷争夺东莱郡太守鞠彭的郡县。鞠彭想要离开，使得百姓不再遭受战火。郡里百姓争相进献抵抗曹嶷的计谋，鞠彭不采纳。曹嶷认为鄭林贤德、不敢侵犯、劫掠。鞠彭和鄭林一同离开青州。
十二月，同乡里数千家民众渡海到达遼東，归附东晋平州刺史崔毖，这时崔毖已经失败逃至高句麗，鄭林和鞠彭于是归附鮮卑慕容部大人慕容廆。慕容廆赠送郑林车乘、服牛、粟谷、布帛，郑林都不接受，亲自在田野里耕种。
321年十二月，慕容廆被東晋任命为車騎将軍、都督幽平二州東夷諸軍事、平州牧，封遼東公。裴嶷、游邃为长史，裴开为司马，韩寿为别驾，阳耽为军谘祭酒，崔焘为主簿，郑林、黄泓参与军事。
后来鄭林转任中尉。341年七月，被任命为軍諮祭酒。